# إريك هيلجنفلت
جورج بول إريش هيلجنفيلدت (ولد في 2 يوليو 1897 في Heinitz / أوتفايلر، ومن المحتمل أن توفي في أبريل / مايو 1945 في برلين ) مسؤول حكوميي رف ع المستوى فيالحزب النازي.

## الحياة

### النشأة والتعليم
ولد هلفنفلدت في 2 يوليو 1897 في هاينز.  ذهب إلى Oberrealschule في ساربروكن، ثم ذهب إلى هالي حتى Obersekunda (تقريبًا الصف أو السنة 11) .

### الحياة الشخصية
متزوج في 24. في أبريل 1922 إلى ماري شارلوت كولر، انفصلوا حوالي عام 1935 وأخيراً تطلقوا 30 نوفمبر 1940. كان لديهم طفلان، راينهارد (2 مارس 1923 - قتل في 2 نوفمبر 1943 في منطقة نهر ترينو 1 كم جنوب توفيلو / إيطاليا وصبي آخر (1 أكتوبر 1927). تزوجت هيلدغنفيلد مرة أخرى في 6 ديسمبر 1940 من ليوبولدين ستاتيشيك (23 سبتمبر 1907 في نوفي ساد / صربيا - انتحرت بالسم؟ أبريل / مايو 1945 في برلين ) من فيينا.

### الحرب العالمية الأولى
خدم هلفنفلدت في الحرب العالمية الأولى كضابط وطيار.   بعد المدرسة، كان أول موظف مكتب في صناعة الأخشاب ورئيس المبيعات في أعمال البناء. من عام 1928، كان هيلجنفيلد موظفًا في مكتب إحصاء الرايخ. 

### خدمة الحزب النازي
في 1 أغسطس 1929، أصبح عضوا في الحزب النازي (رقم 143642)، وبحلول عام 1932 أصبح NSDAP Kreisleiter (قائد المنطقة) وبحلول عام 1933 NSDAP Gauinspektor for Inspektion I Groß-Berlin. بحلول عام 1931 كان مستشارًا لبلدية برلين فيلميرسدورف. 

### الموت
منذ مايو 1945، فقد Hilgenfeldt. يُعتقد أنه انتحر في برلين، لكن ظروف وفاته ما زالت غير واضحة.
كان لديه أخت تدعى هيدفيغ وأعلنت رسمياً وفاة إريك وزوجته ليوبولدين في مكتب السجل في برلين شارلوتنبورغ، في عام 1957.